# Foglianise
Foglianise è un comune italiano di 3 072 abitanti della provincia di Benevento in Campania, insignito nel 2012 del titolo di città da parte del presidente della Repubblica Giorgio Napolitano.
Il paese è noto per la "festa del grano" che vi si svolge in agosto.

## Geografia fisica

### Territorio
Il territorio comunale confina con quello del capoluogo di provincia, ma i due centri abitati distano circa quindici chilometri. Il comune di Cautano è in contiguità con Foglianise, ma i due non confinano poiché separati da una sottile striscia di terreno, su cui si trova il convento della Santissima Annunziata, che collega il centro abitato di Vitulano alla sua frazione Ponterutto, quella tra le altre situata più a valle.
L'abitato di Foglianise è ubicato grossomodo a ovest di Benevento, in una zona centrale della Valle Vitulanese, circondato dai monti del Taburno e da colline che digradano verso la valle del Calore; si trova ai margini orientali del parco regionale del Taburno - Camposauro.
Il paese sorge sulle pendici del monte Caruso (600 m), chiamato anche San Michele, per l'eremo ivi esistente.
La casa comunale è situata a 350 metri sul livello del mare. Le quote dei punti più alto e più basso sono rispettivamente 1125 m s.l.m. e 59 m s.l.m., per un dislivello di 1 066 metri.
Il territorio comunale è attraversato dal torrente Jenga.
- Classificazione sismica: zona 1 (sismicità alta, PGA oltre 0,25g)[7][8]

Foglianise appartiene al distretto sismico "Taburno-Camposauro".

### Clima
Secondo la classificazione climatica il centro abitato è situato in "zona D", 1707 GR/G.
In prossimità di Foglianise esiste una stazione meteorologica a Campoli del Monte Taburno, situata a meno di 10 km in linea d'aria.

## Storia
Il territorio è abitato fin dalla Preistoria: lo dimostra il rinvenimento di una stazione all'aperto del Neolitico finale con ceramiche di tipo Serra d'Alto e oggetti di industria in ossidiana in località La Palmenta. L'attuale abitato è di origine preromana, forse di epoca sannitica: in questo periodo probabilmente tale zona era interessata da forme di pastorizia, favorite da un territorio ricco di acque e pascoli.
Un'epigrafe latina, probabilmente del III secolo, dedicata alla dea Fortuna Folianensis, farebbe risalire il nome di Foglianise ad epoca romana, e in particolare al patrizio Folius Oriens, proprietario di terreni nella zona. Il villaggio ebbe il suo maggiore sviluppo economico e sociale in epoca romana, soprattutto nel III e IV secolo, grazie al passaggio nei suoi confini di un braccio della via Latina che univa Benevento con l'antica città di Telesia. Del villaggio romano rimangono alcune iscrizioni, una stele funeraria e i resti di un serbatoio idrico. Si ritiene che almeno fin quando restò praticabile quel tratto della via Latina, la zona del "fondo di Folianus" mantenne il suo tenore di vita. Nel 369 un forte terremoto distrusse Foglianise, radendola al suolo, così come molti paesi altri del Sannio.
Nel 570, con l'invasione dei Longobardi, il territorio di Foglianise fu annesso al distretto (gastaldato) di Tocco, il più importante centro nella zona, anche sede vescovile. Prima dell'anno Mille, la zona fu ceduta dai principi di Benevento all'orefice longobardo Autolo. Nel 1004 Foglianise subì gravi danni a causa di un altro terremoto. Nel 1138 Ruggero II di Sicilia prese possesso dell'intera zona devastandola.
Nel 1303, sotto gli Angioini, si tentò di sopprimere la badia di Santa Maria in Gruptis, fondata dai Benedettini nel X secolo e molto favorita da Federico II di Svevia, aggregando i monaci a quelli dell'altra badia di Santa Maria, a Mazzocca, presso Foiano di Val Fortore, ma la generale sollevazione degli abitanti della valle lo impedì.
Dopo il terremoto del 1456, che distrusse molti paesi, la valle Vitulanese era divisa in 36 casali, raggruppati in 6 università, tra cui quella di Foglianese. Negli anni successivi, durante il dominio dei Borbone, ci fu un periodo di crisi in cui tutte le risorse del territorio venivano trasferite a Napoli. Intanto, Foglianise passava nelle mani di vari feudatari; nel 1806, durante la parentesi napoleonica fu annessa alla provincia del Principato Ultra come uno dei dieci comuni che formavano il Circondario di Vitulano, all'interno del distretto di Avellino. Nel 1845 l'università vantava un convento di frati minori, sei chiese oltre a quella parrocchiale, quattro oratori pubblici e diversi istituti benefici, tra i quali monti di pietà per le doti di ragazze. Rispetto ad altre zone del Principato Ultra, nell'intero circondario di Vitulano era particolarmente sviluppata la coltura di olivi, mentre comuni in tutta la provincia erano vigneti e coltivazioni di granone, legumi e alberi da frutta. Intorno al 1858 gli abitanti erano stimati essere 1812.
Con l'unità d'Italia ci fu una riorganizzazione politica ed amministrativa del territorio e Foglianise entrò a far parte della neonata IX provincia, di Benevento, insieme ai territori circostanti: il paese fu aggregato al circondario di Benevento e al mandamento di Vitulano. La popolazione era di circa 1981 unità. Nel 1864 la popolazione si aggirava tra le 1970 e le 1981 unità, nel 1871 era intorno alle 1830, quando il paese ricadeva sotto la pretura di Vitulano. Contemporaneamente all'unificazione, Foglianise ospitò mons. Francesco Pedicini, originario del paese, nella sua reggenza a distanza dell'arcidiocesi di Bari, nel suo esilio forzato dalla città pugliese. All'epoca la curia di Benevento, mancando l'arcivescovo Carafa, fece ordinare i nuovi sacerdoti nella locale chiesa di Santa Maria di Costantinopoli dal prelato foglianesaro, il quale insegnò anche Teologia e Diritto Canonico agli aspiranti sacerdoti. In paese ci fu, seppur in misura minore rispetto ad altre zone nella stessa provincia di Benevento, il fenomeno del brigantaggio.
Tra la fine dell'Ottocento e gli inizi del Novecento, molti abitanti di Foglianise emigrarono; solo negli anni settanta si è assistito ad una inversione di tendenza demografica.

### Simboli

Lo stemma e il gonfalone sono stati concessi con decreto del presidente della Repubblica del 16 gennaio 1995.
Le foglie rappresentano i sette casali storici del paese: Barassano, Palazzo, Leschito, Cautani, Foglianise, Utile, Giovanni Viglione.
Il gonfalone è un drappo di verde.

### Onorificenze
Il 29 ottobre 2012 il Presidente della Repubblica Italiana Giorgio Napolitano, su proposta del Ministro dell'Interno Anna Maria Cancellieri, concede a Foglianise il titolo di città, ai sensi dell'articolo 18 del decreto legislativo 267/2000, il quale stabilisce che «il titolo di città può essere concesso con decreto del Presidente della Repubblica su proposta del Ministro dell'interno ai comuni insigni per ricordi, monumenti storici e per l'attuale importanza».

## Monumenti e luoghi d'interesse

### Architetture religiose

#### Chiesa di Santa Maria di Costantinopoli
La chiesa di Santa Maria di Costantinopoli è l'antico convento dei Padri Carmelitani che, all'epoca della costruzione, si trovava ai margini del centro abitato; ma oggi la piazza antistante è la zona centrale del paese. Custodisce al suo interno preziosi dipinti quali: la Dormitio Mariae (1630), l'Ascensione (XVI secolo), I Misteri del Rosario (XVI secolo). È conservata qui la statua di Sant'Antonio, commissionata nel 1911 come reazione per l'aggregazione del territorio del convento della SS. Annunziata dal tenimento di Foglianise a quello di Vitulano, comune limitrofo.
Intorno al 1600, nel fervore della rinnovata devozione in onore della Vergine Maria, alla chiesa venne annesso un eremitorio (oggi sede del municipio). Le notizie circa la fondazione del Carmine di Foglianise sono contenute in un inventario, redatto dai Padri Carmelitani nel 1650. Circa l'origine di chiesa e convento vi si legge: «Fu fondato questo Convento, et erepto l'anno 1549, ben che have cento cinquanta anni che fu erepto conforme dicono li più antichi, ma io non ritrovo altro che il titolo della Cappella della Chiesa fu fatto l'anno 1549». La chiesa si presenta oggi con pianta a croce latina.

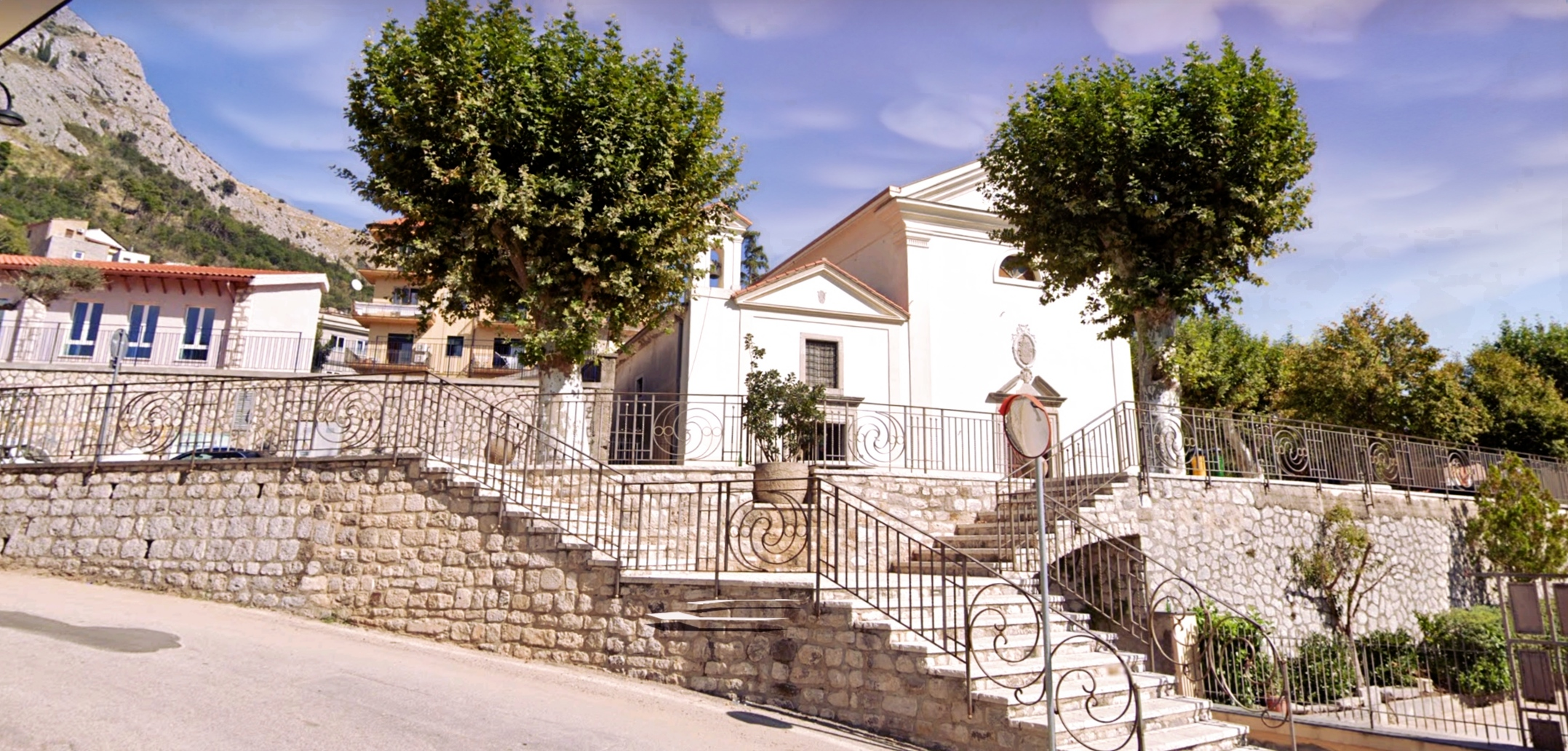
La chiesa del SS. Corpo di Cristo e Sant'Anna

#### Chiesa del SS. Corpo di Cristo e Sant'Anna
Fu edificata nel 1536 e aggregata al Capitolo della Basilica Lateranense. Sede dell'antica Arciconfraternita del Santissimo Corpo di Cristo, è ubicata a sud-ovest dell'abitato di Foglianise e si presenta con pianta a croce latina, in stile classico ionico. La navata è caratterizzata da una volta a botte con cassettoni, mentre il coro è sovrastato da una volta a cupola con pennacchi e le due cappelle laterali da volte a padiglione lunettate. All'interno si conservano varie opere pittoriche del Seicento, due di queste sono ritenute di Luca Giordano. Nella sagrestia si trova un'antichissima biblioteca contenente più di 2000 libri e una collezione di pastori del Settecento, opera dei maestri figurinai.

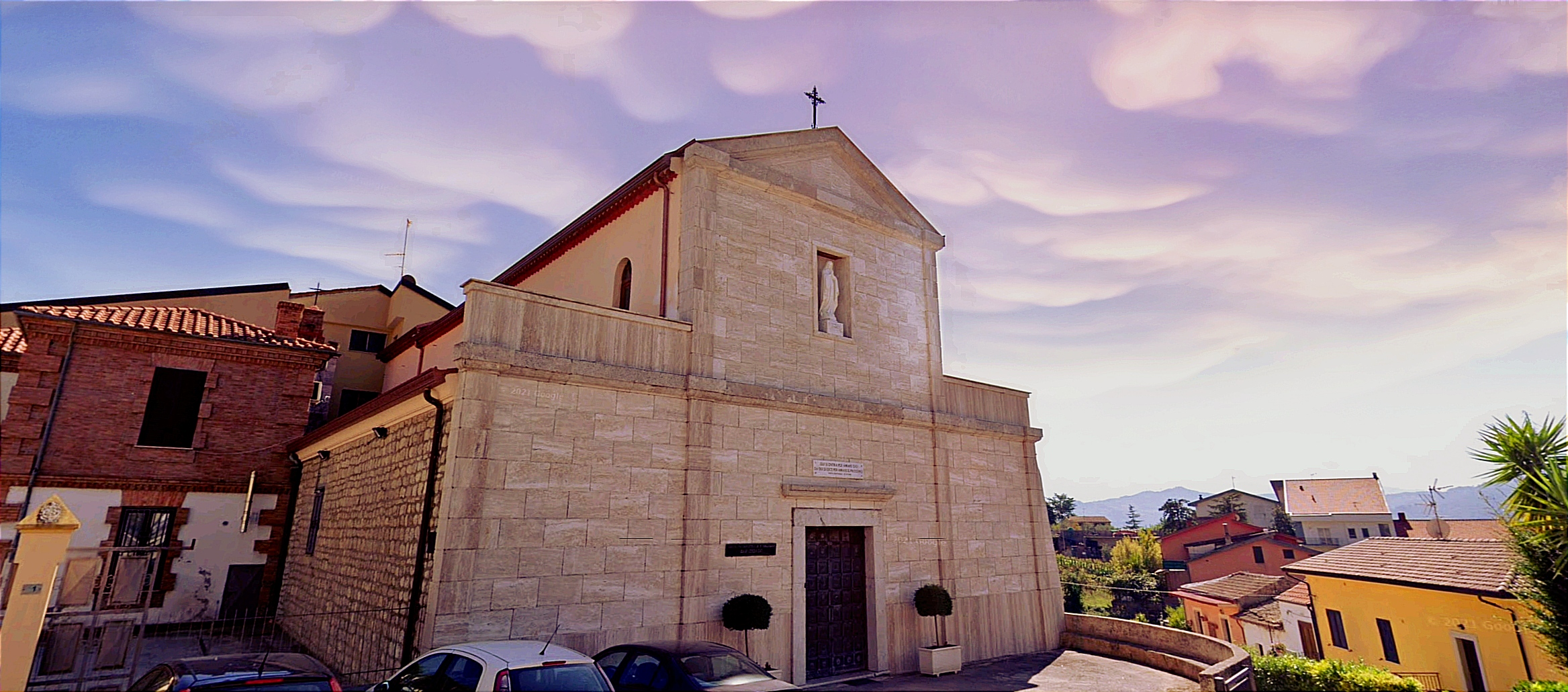
La chiesa di San Ciriaco, protettore del paese, e sede del parroco

#### Chiesa parrocchiale di San Ciriaco
Fondata nel XIV secolo, è stata ricostruita e completata nel corso del XVI secolo. Dell'impianto originario restano oggi soltanto le colonne in pietra. La tradizione vuole che sia stata costruita sui resti del tempio della dea Fortuna. La chiesa è costituita da tre navate di cui, la centrale, ha la cupola decorata con cassettoni di pioppo dipinti d'azzurro, con stelle dorate a rappresentare la luce divina. Nella chiesa vi sono sette altari; sul maggiore, si trova la statua dell'Immacolata. La cupola è realizzata con cassettoni dipinti nella tonalità dell'azzurro con stelle dorate, simboleggianti la luce divina; nelle vele laterali sono raffigurati i Quattro Evangelisti.

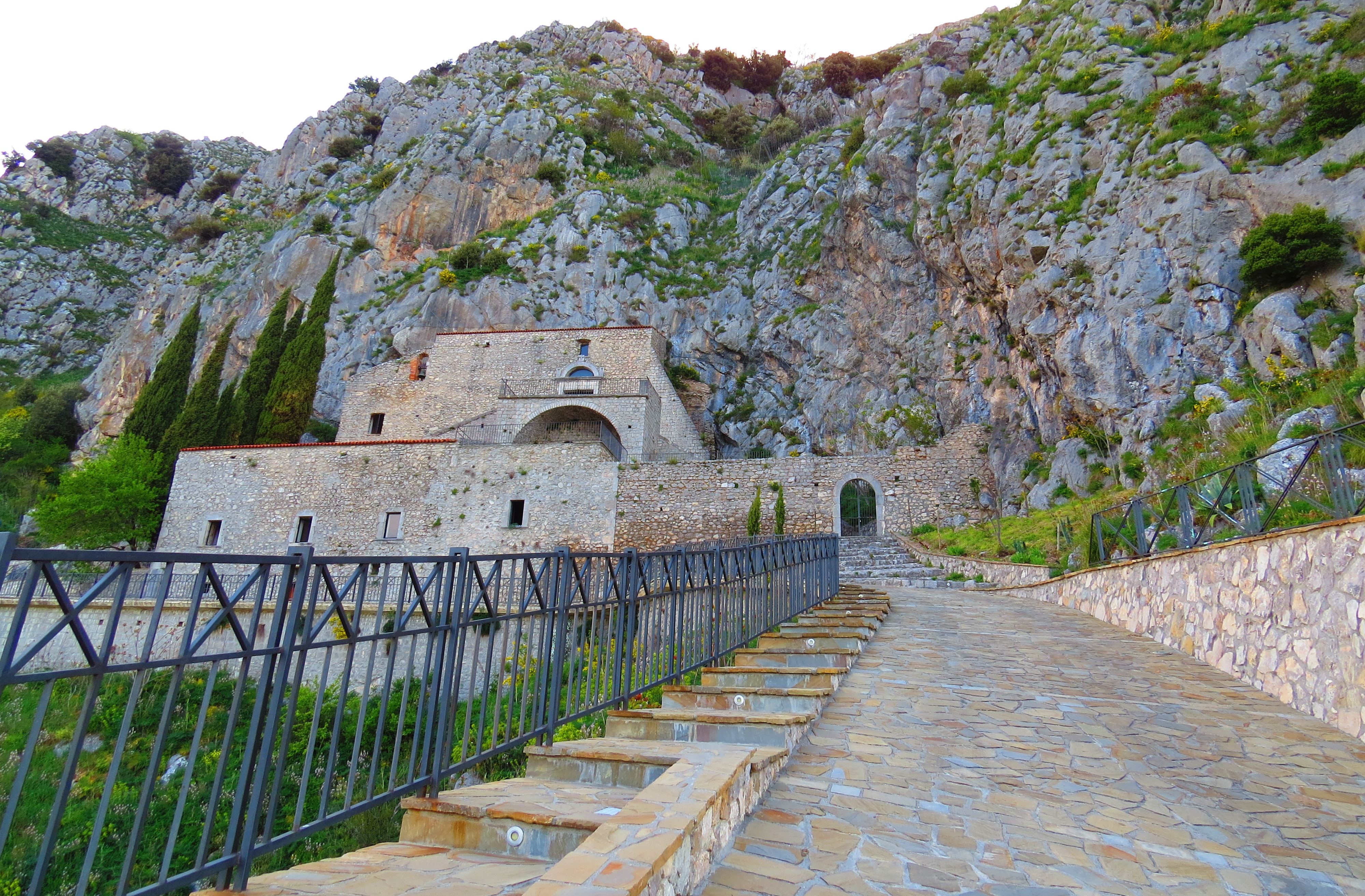
L'Eremo di San Michele

#### Eremo di San Michele Arcangelo
La costruzione dell'Eremo di San Michele risale all'epoca longobarda: i Longobardi infatti identificavano il santo con il dio Odino, signore della guerra. Inizialmente, tra VII e IX secolo, il culto del santo veniva esercitato in una grotta naturale davanti al cui ingresso, successivamente, fu costruita una chiesa, che risulta già dalla seconda metà del XVI secolo. La chiesa è ubicata sul versante meridionale del monte Caruso, in una grotta rupestre, in corrispondenza di una sorgente che si esaurisce nel periodo estivo. Il convento fu consacrato a san Michele dal cardinale Vincenzo Maria Orsini, poi papa Benedetto XIII, durante i suoi anni a Benevento. L'altare, in pietra viva, conserva un dipinto, in buono stato, di epoca longobarda. Sottostante alla chiesa è annesso un conventino dove, un tempo, dimorava l'anacoreta custode del santuario. Ristrutturato da qualche anno, l'eremo gode di una suggestiva vista su gran parte della Valle Vitulanese e del Beneventano.

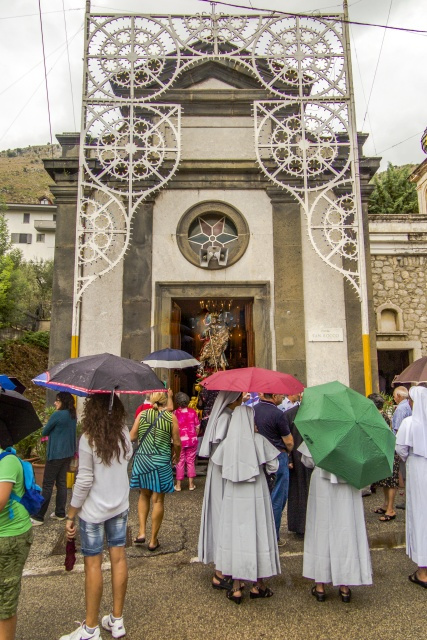
La cappella di san Rocco durante la Festa del Grano

#### Cappella di San Rocco
Cappella campestre, edificata al casale Cautani nel 1579. Al suo interno custodisce la statua in legno policromo di San Rocco. Al venerato giovane santo taumaturgo, si rivolsero i fedeli allo scoppiare della peste del 1656, causa di oltre mille vittime, invocandolo in questa cappella posta alla periferia del paese; iniziò così la devozione che porterà alla attuale configurazione della Festa del Grano. Ogni anno, la mattina del 16 agosto, giorno in cui si venera il santo e si svolge la manifestazione, dinanzi alla chiesetta, avviene la benedizione dei "carri di grano".

#### Cappella di Maria SS. delle Grazie
Posta nell'antico casale di Barassano, nel cuore del centro antico, venne probabilmente costruita intorno al XVI secolo. Incassata nella parete del terreno ripidissimo che precede di poco il breve bosco che circonda il monte Caruso, il luogo di culto mariano è di piccole dimensioni, in quanto scavato nella roccia retrostante, e dispone di una navata centrale e, a sinistra, di una laterale più piccola, provvista anch'essa di ingresso. Collegato alla piccola navata laterale, si erge il campanile, privo del pinnacolo.

#### Cappella di San Nicola (centro)
Situata in piazza Generale Caporaso, è, insieme a quella ubicata in C.da Palazzo, uno dei due luoghi di culto dedicati a san Nicola. Non si conosce con precisione la data di fondazione di questa cappella: si presume che sia stata realizzata agli inizi del XVI secolo, al centro del Vico Grande, il quale, allora, fungeva da collegamento tra la parte alta e la parte bassa del paese. A fianco alla Cappella, si erge la Torre dell'orologio, costruita nel cuore del vecchio borgo di Foglianise nel 1882.

#### Cappella di San Nicola (contrada Palazzo)
La piccola cappella si presenta con una pianta di forma quadrata e conserva il bel portale in pietra originale. Fu costruita nel 1637 da Giovanni Maria Sauchella. La chiesa non è in ottimo stato di conservazione; al suo interno, comunque, si conservano un confessionale, una credenza, il lavabo, la lapide dell'Orsini, un organetto e il quadro del Santo.

#### Cappella della Madonna del Carmine
Edificata nel 1799, sorge in un suggestivo vicolo nell'antico casale di Sirignano, luogo di nascita del poeta Basilio Giannelli. La cappella presenta un unico altare, al di sopra del quale appare un quadro della Madonna del Monte Carmelo. Il soffitto dipinto racchiude l'immagine della Madonna che reca in braccio il Figlio del Signore; è visibile anche l'abitino. Ai lati dell'altare sono poste una statua della Madonna ed una di Padre Pio da Pietrelcina. I devoti vi recitano la Via Crucis, soffermandosi alle stazioni presenti sulle pareti della piccola chiesa.

#### Cappella della Madonna di Montevergine
Situata nella contrada Giovanni Viglione, fu benedetta ed aperta al pubblico il 27 aprile 1923. La volle fortemente Giuseppe Iannuzzi, abitante di Foglianise, in quanto, a suo dire, durante il periodo della prima guerra mondiale, la Madonna gli apparve in sogno e gli disse: «Costruisci una chiesa in mio nome nel punto in cui io ti indicherò». La cappella, tuttora esistente nella forma originale, misura 5 metri di lunghezza e 5,50 di larghezza per 5 metri di altezza. L'altare è in miniatura; il pavimento è stato realizzato in marmo.
A queste vanno aggiunte l'abbazia di Santa Maria in Gruptis e il convento della Santissima Annunziata, storicamente pertinenti a Foglianise ma nel territorio comunale di Vitulano.

### Architetture civili

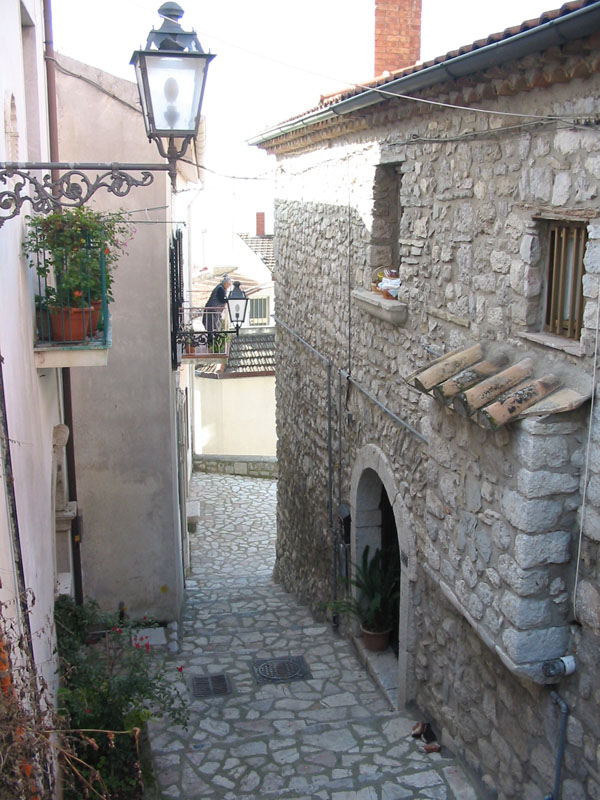
Parte alta del Vico Grande

Il centro storico di Foglianise è caratterizzato da una particolare conformazione urbanistica di impianto longobardo costituita da un tessuto edilizio molto compatto con una rete intricata di vicoli e passaggi. Molti portali dei borghi antichi conservano chiavi di volta con interessanti ornamenti scolpiti su pietra locale.
- Vico Grande: dalla piazzetta Generale Caporaso, in cui è stata edificata la cappella di San Nicola, si inerpica fino alla sovrastante via Silvio Pedicini. Il Vicus doveva essere uno dei quartieri più grandi che formavano l'antico Casale Foglianise. Ripide scalette in pietra, silenziosi cortili ed ombreggiati sottopassaggi conducevano un tempo a piccole ma fiorenti botteghe artigiane.
- Vico Russo: situato in Casale Oliveto ("Alevito"), il Vico Russo è uno dei più suggestivi vicoletti di Foglianise. Le sue graziose scalette si fermano al portale in pietra al di là del quale una colonna di epoca romana sorregge il portico dalla volta a crociera.
- Fontana comunale: in prossimità della chiesa di Sant'Anna, costituisce la testimonianza di un momento storico nel quale, per impossibilità di mezzi privati, la gran parte della popolazione, grazie a donne e lavandare, lavava i propri vestiti in una fontana comunale.
- Masseria La Palmenta
- Ruderi della chiesetta di San Francesco d'Assisi nell'omonima piana, adiacente il torrente Jenga.

### Siti archeologici
Ai sensi della legge 01/06/1939 n. 1089, un decreto ministeriale del 30/09/1996 ha sottoposto diverse particelle catastali, dei fogli 16 e 17 del comune di Foglianise a vincolo archeologico.
Nel territorio comunale già dall'Ottocento veniva segnalata la presenza di epigrafi romane. Nel 1997 è stato esplorato un gruppo di 27 tombe appartenenti a diverse epoche comprese tra III e VII secolo, insieme ad alcune risalenti al IV secolo a.C. In più è stato rinvenuto un nucleo artigianale provvisto di una fornace per laterizi, appartenente ad un probabile vicus esistente nei secoli III-IV sulla via Latina.
Nella valle del torrente che attraversa Foglianise, la Jenga, alla confluenza di questo nel Calore, si può osservare una differente distribuzione dei siti archeologici: i siti preistorici si trovano lungo il ciglio di un terrazzo fluviale più alto, mentre i siti romani e tardomedioevalisi trovano lungo il ciglio di un terrazzo fluviale più prossimo a quello attuale. Proseguendo lungo la valle della Jenga, nei pressi della sorgente Zimeo è stato individuato un villaggio preistorico (collocabile tra bronzo antico e medio) sigillato dall'eruzione di Avellino.
Nei pressi della Masseria Di Gioia è stato osservato un tessudo insediativo regolare risalente ad epoca romana incentrato sull'intersezione di due assi stradali; nella località San Francesco è stato ritrovato un quartiere artigianale. In differenti punti della valle è stata segnalata la presenza di frammenti di dolia, di tegole, mattoni e vasellame in genere, di epigrafi funerarie, di tracce di sepolture e i ruderi di un ponte romano. Nella zona al confine tra Foglianise e Vitulano, nella località Muliniello/Ciesco d'oro è stata rinvenuta un'iscrizione votiva con un rilievo figurato, motivo per cui sono stati imposti dei vincoli all'area.

## Società

### Evoluzione demografica
Abitanti censiti

### Etnie e minoranze straniere
Al 31 dicembre 2016 risultano 28 cittadini stranieri residenti nel comune, pari allo 0,84 % della popolazione.

### Tradizioni e folclore

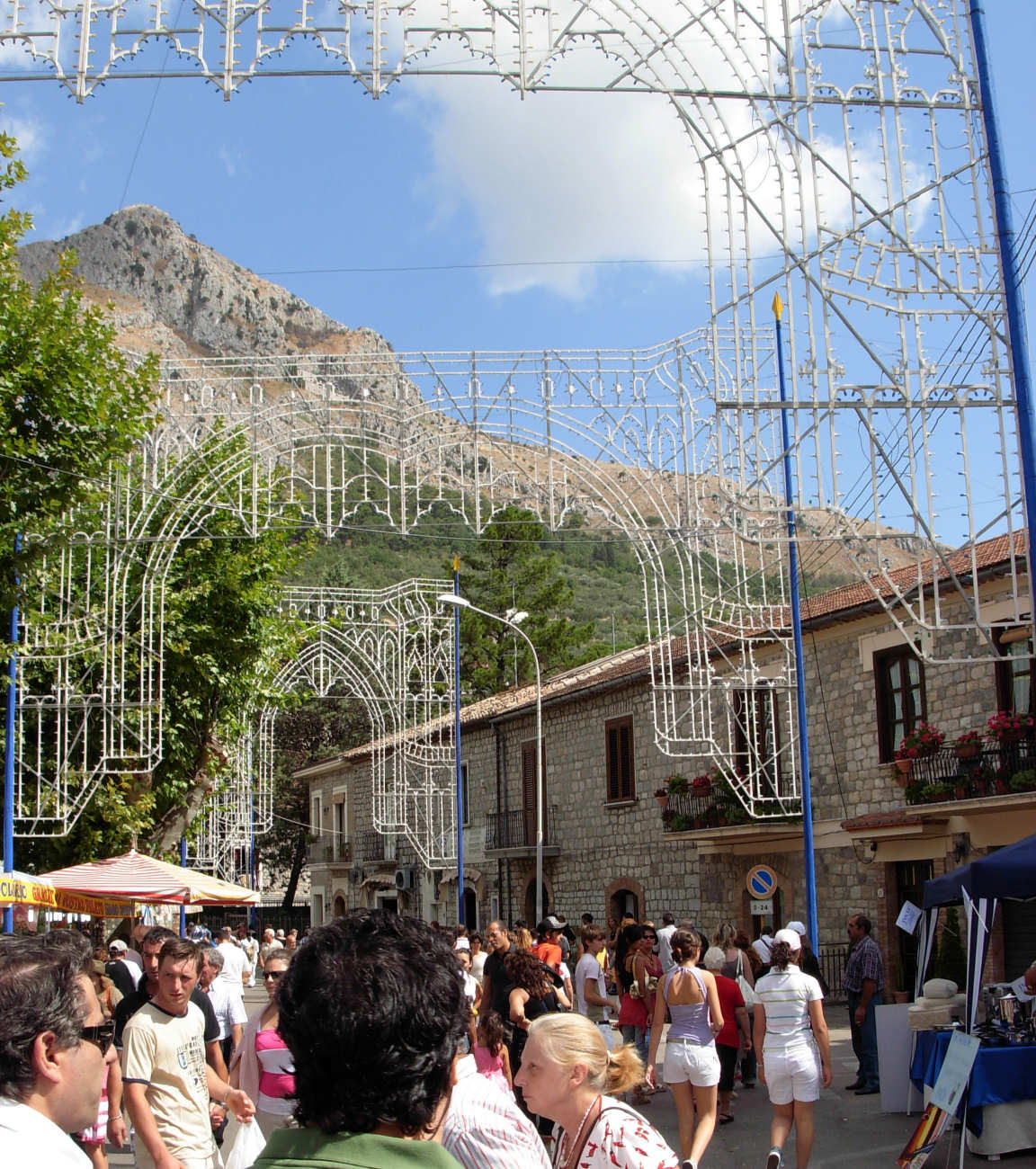
Una veduta del centro del paese, nel giorno della sfilata dei "carri di grano" (16 agosto)

Le origini della festa del grano si perdono nei riti pagani di età romana di festeggiamento in occasione dei raccolti, che nel XVIII secolo si fusero con il culto di San Rocco, patrono del paese, che viene commemorato il 16 agosto, proprio nel periodo di questi festeggiamenti. La caratteristica saliente della festa del grano è la realizzazione, da parte dei vari casali del paese, di carri di grano raffiguranti riproduzioni dei grandi monumenti italiani ed esteri, oltre ad altri soggetti legati alla vita agricola o al paese. I carri si uniscono alla processione per il santo nelle vie del paese, in una sfilata in costumi tradizionali.

## Cultura

### Istruzione
Dal febbraio 2016 è attiva una biblioteca.
Foglianise ospita un istituto comprensivo statale, comprendente scuola materna, elementare e media ed un asilo infantile religioso "Mons. Francesco Pedicini".

### Cucina
La tradizione culinaria di Foglianise annovera tra i suoi piatti i cecatielli (cavatelli, tipicamente con il sugo di pomodoro), pizzilli, nella variante cù l'alici (pizzette di pastella, con le alici), lampi e truoni (lett: lampi e tuoni; raganelle con i ceci), cucchiari (pizzette semplici), crespelle, ammugliatielli (involtini di budella di agnello alla brace), paparuli 'm'buttiti (peperoni ripieni), sciurilli (pizzette con i fiori di zucca).
Tipici dolci sono gli struffoli, i raffaiuli (taralli con le uova) e, nel periodo pasquale, la pastiera e le chiacchiere.

## Geografia antropica
Parte del territorio comunale si trova nel Parco regionale del Taburno - Camposauro, mentre l'intero comune fa parte del Distretto Sanitario Benevento 2 dell'ASL di Benevento.

### Casali

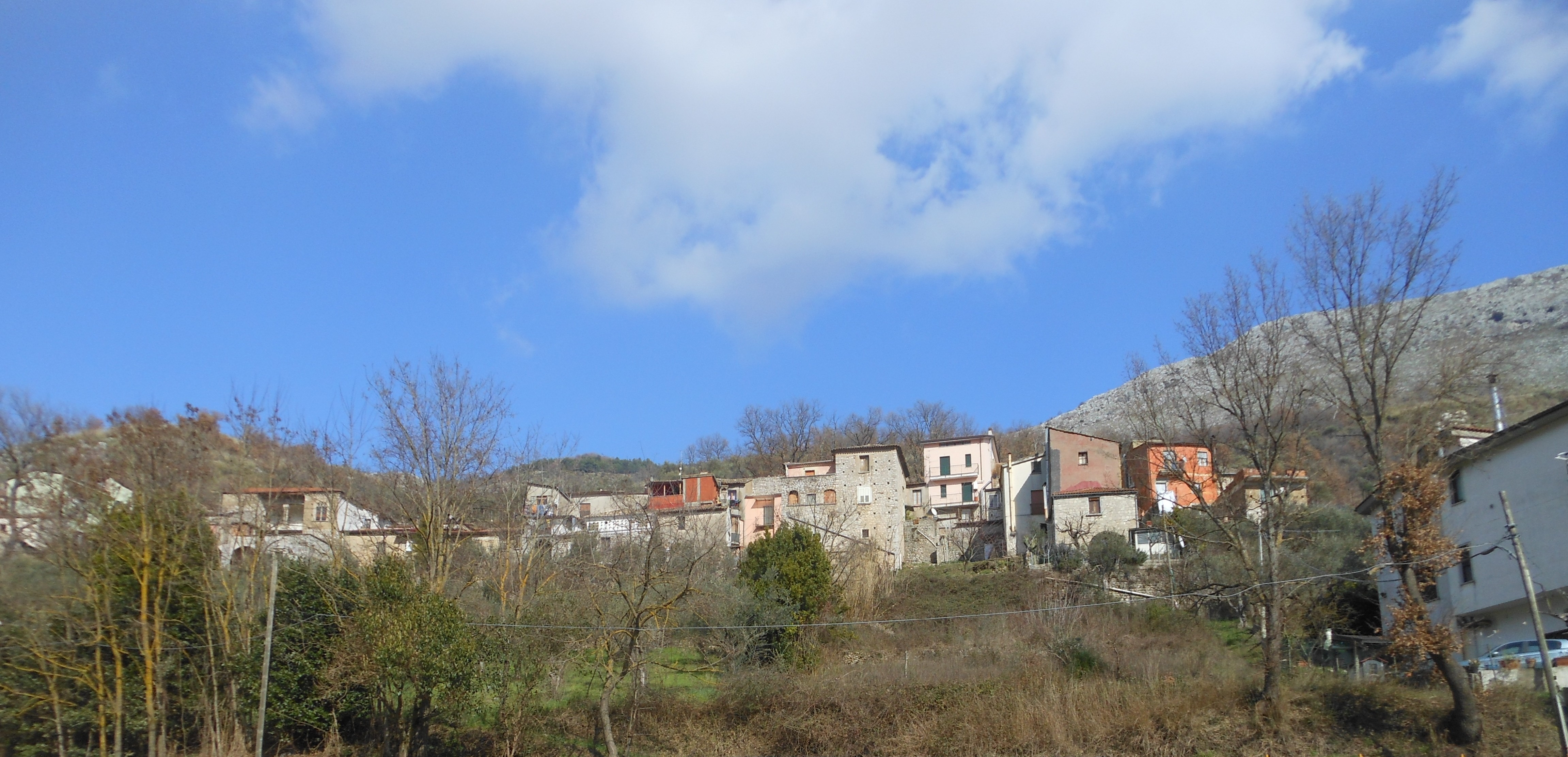
Sirignano visto da Sud, dalla Strada Provinciale 109

Le aree del territorio comunale riconosciute nello statuto sono:
- casali: Barassano, Cautani, Foglianise, Golini, Leschito, Oliveto, Palazzo, Posto, Sirignano;
- borgate agricole: Acquara, Badia, Cienzi, Giovanni Viglione, Iannilli, Massaria Nuova, Palmenta, Sala, Torre Verzillo, Trescene, Utile
- località: Chiaria e Chiariella.

Il nucleo originario è costituito dagli antichi casali, di cui quelli che sorgono più in alto sulle pendici del monte Caruso sono Barassano e Palazzo, sotto i quali si trovano, sul versante sudoccidentale, Leschito, Posto, Oliveto e il casale capoluogo, Foglianise. Scendendo di altitudine si trovano i Cautani e Sirignano. Sul versante orientale si trovano invece i casali Utile e Giovanni Viglione. La parte moderna del paese si trova in una zona pianeggiante, il Prato.

## Economia
Nell'economia del paese ha un ruolo importante l'agricoltura; uno sviluppo, seppur limitato, si ha nei settori artigianale-industriale terziario. Il comune ha una superficie agricola utilizzata di 799,36 (ha). e fa parte della Regione Agraria Provinciale n. 5 - Colline di Benevento, dei quali 271,9 ettari sono superficie vitata.

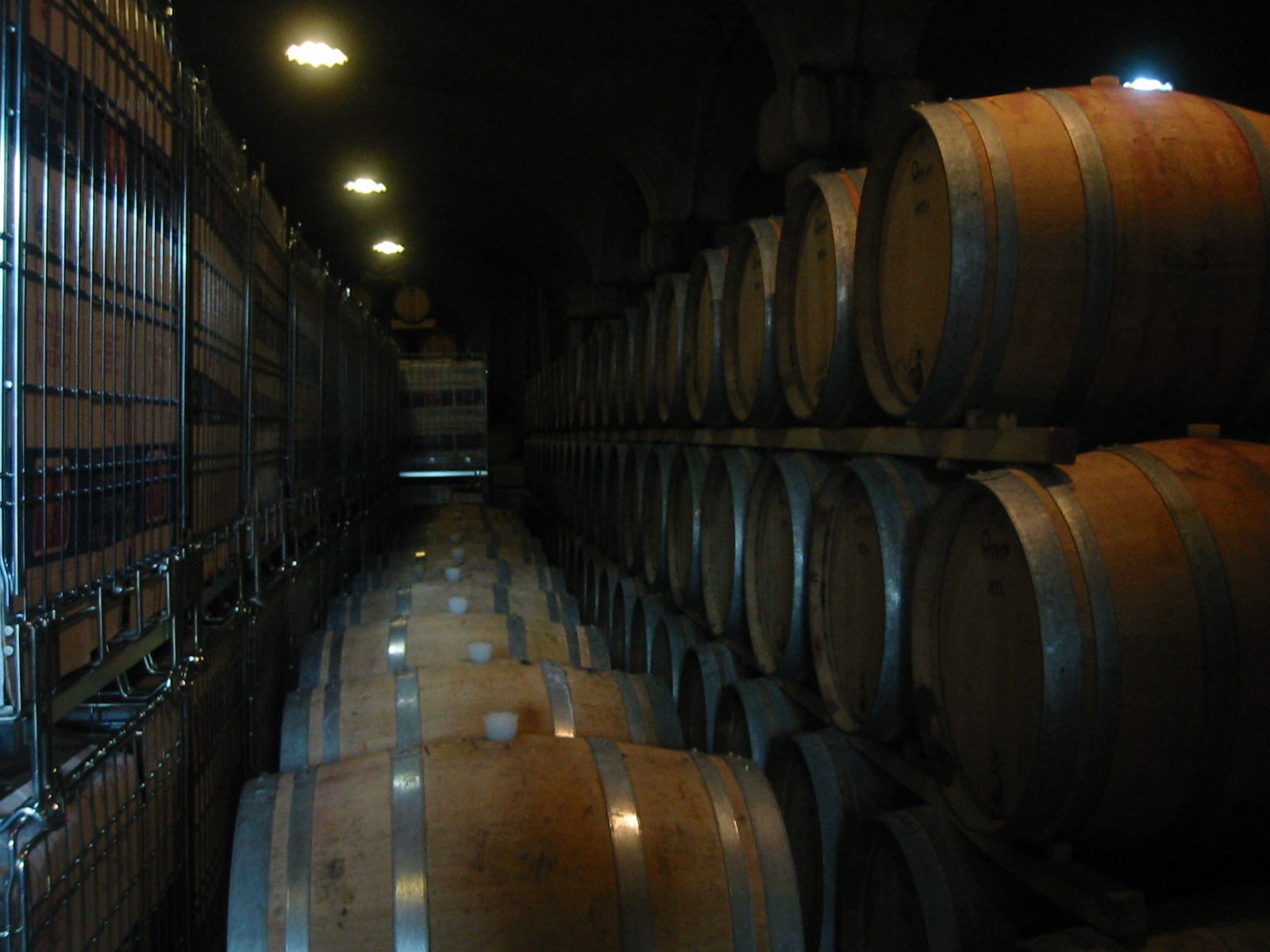
Botti nella cantina del Taburno

I vigneti e gli oliveti sono da sempre le colture principali; le qualità di vino prodotte sono diverse. Tra i bianchi ci sono la Falanghina DOC, il Fiano del Taburno, il Coda di Volpe e il Greco, mentre tra i rossi la maggiore produzione riguarda l'Aglianico del Taburno DOCG, a cui si affianca quella del Piedirosso.
Nel territorio di Foglianise si trova la Cantina del Taburno, di proprietà del Consorzio Agrario di Benevento, realizzata nel 1972, che vinifica le uve di 300 soci viticoltori, proprietari o conduttori di vigneti ricadenti nella zona di produzione della Denominazione di Origine Controllata Taburno (comuni di Foglianise, Torrecuso, Vitulano, Campoli del Monte Taburno, Castelpoto, Apollosa, Bonea, Montesarchio, Ponte, Tocco Caudio, Paupisi e Benevento) producendo, oltre a vini bianchi e rossi, anche spumanti, passiti e distillati.
Il paese inoltre è una meta turistica, per le sue favorevoli caratteristiche ambientali e climatiche e per l'attrazione costituita dalla tradizionale Festa del Grano.

## Infrastrutture e trasporti

### Strade
Foglianise è raggiungibile dalla SS 372 Telesina Benevento-Caianello dall'uscita Torrecuso-Ponte, proseguendo per la SP 108 Valle Vitulanese - Solopaca. Tramite la SP 153 Vitulanese si ha il collegamento al capoluogo di provincia, velocizzato negli anni novanta dalla costruzione della Strada a Scorrimento Veloce Fondovalle Vitulanese (SP 152), che ne riduce il tempo di percorrenza affiancandovisi con un tragitto in fondovalle. Con la SP 109 Vitulanese, che costeggia il monte Taburno attraversando i comuni di Vitulano, Cautano e Tocco Caudio, il paese è collegato anche alla cittadina di Montesarchio.

### Ferrovie
Il paese aveva una propria stazione ferroviaria sulla linea Napoli-Foggia. In passato il traffico era discreto, nonostante una localizzazione periferica rispetto al centro abitato, in contrada Scafa, nel territorio comunale di Benevento. Nel corso del tempo ci fu un calo di traffico sempre maggiore. La stazione fu sostituita nel 1997, al momento dell'entrata in funzione della variante a doppio binario nel tratto tra la stazione stessa e quella di Apice, da una nuova a 500 m di distanza, la quale però è stata definitivamente soppressa dopo soli tre anni, nel 2000; pertanto il nuovissimo edificio giace in stato di abbandono.
Sul vecchio percorso a binario unico è stata costruita una pista ciclopedonale di 7 km, che va dalla stazione alla contrada Pantano di Benevento, inaugurata il 12 maggio 2007 con il nome di "Paesaggi sanniti".

## Amministrazione
| Periodo    | Periodo    | Primo cittadino            | Partito                                      | Carica                     | Note          |
| ---------- | ---------- | -------------------------- | -------------------------------------------- | -------------------------- | ------------- |
| 1809       | 1810       | Paolo Goglia               |                                              | Sindaco                    |               |
| 1810       | 1812       | Giò Domenico Angiolelli    |                                              | Sindaco                    |               |
| 1812       | 1813       | Bartolomeo Columbro        |                                              | Sindaco                    |               |
| 1813       | 1815       | Crispino Sauchelli         |                                              | Sindaco                    |               |
| 1815       | 1816       | Angelo Pastore             |                                              | Sindaco                    |               |
| 1817       | 1819       | Mennato Iadanza            |                                              | Sindaco                    |               |
| 1820       | 1823       | Domenico Boscaino          |                                              | Sindaco                    |               |
| 1823       | 1825       | Francesco Lepore           |                                              | Sindaco                    |               |
| 1827       | 1829       | Geremia Viglione           |                                              | Sindaco                    |               |
| 1829       | 1832       | Francesco Pedicini         |                                              | Sindaco                    |               |
| 1832       | 1833       | Domenicoantonio Di Mennato |                                              | Sindaco                    |               |
| 1833       | 1837       | Pietro Columbro            |                                              | Sindaco                    |               |
| 1838       | 1841       | Gianbattista Pedicini      |                                              | Sindaco                    |               |
| 1841       | 1844       | Nicola Palumbo             |                                              | Sindaco                    |               |
| 1844       | 1847       | Saverio Pedicini           |                                              | Sindaco                    |               |
| 1847       | 1850       | Geremia Viglione           |                                              | Sindaco                    |               |
| 1850       | 1853       | Nicola Palumbo             |                                              | Sindaco                    |               |
| 1855       | 1855       | Gioacchino Pedicini        |                                              | Sindaco                    |               |
| 1856       | 1859       | Tommaso Pedicini           |                                              | Sindaco                    |               |
| 1859       | 1850       | Giuseppe Pedicini          |                                              | Sindaco                    |               |
| 1860       | 1861       | Antonio Lepore             |                                              | Sindaco                    |               |
| 1861       | 1866       | Giovanni Caporaso          |                                              | Sindaco                    |               |
| 1867       | 1871       | Domenicantonio Martini     |                                              | Sindaco                    |               |
| 1873       | 1875       | Gabriele Lepore            |                                              | Sindaco                    |               |
| 1876       | 1878       | Crispino Lepore            |                                              | Sindaco                    |               |
| 1880       | 1888       | Crispino Lepore            |                                              | Sindaco                    |               |
| 1890       | 1899       | Cosimo Pedicini            |                                              | Sindaco                    |               |
| 1900       | 1905       | Cosimo Pedicini            |                                              | Sindaco                    |               |
| 1906       | 1907       | Mariano Boscaino           |                                              | Sindaco                    |               |
| 1909       | 1912       | Carmine Pastore            |                                              | Sindaco                    |               |
| 1913       | 1913       | Giacomo Lepore             |                                              | Sindaco                    |               |
| 1914       | 1916       | Odoardo Goglia             |                                              | Sindaco                    |               |
| 1917       | 1918       | Mariano Boscaino           |                                              | Sindaco                    |               |
| 1919       | 1919       | Mariano Boscaino           |                                              | Sindaco                    |               |
| 1920       | 1920       | Carmine Pastore            |                                              | Sindaco                    |               |
| 1920       | 1921       | Cosimo Caporaso            |                                              | Sindaco                    |               |
| 1922       | 1922       | Giuseppe Goglia            |                                              | Sindaco                    |               |
| 1923       | 1923       | Mariano Boscaino           |                                              | Sindaco                    |               |
| 1923       | 1926       | Decio Pastore              |                                              | Sindaco                    |               |
| 1926       | 1929       | Giovanni Izzo              |                                              | Podestà                    |               |
| 1930       | 1930       |                            |                                              | Amministrazione temporanea |               |
| 1930       | 1931       | Ferdinando Pedicini        |                                              | Podestà                    |               |
| 1931       | 1933       |                            |                                              | Amministrazione temporanea |               |
| 1933       | 1934       |                            |                                              | Commissario prefettizio    |               |
| 1934       | 1935       | Giovanni Izzo              |                                              | Podestà                    |               |
| 1935       | 1937       |                            |                                              | Commissario prefettizio    |               |
| 1937       | 1939       | Luigi Boscaino             |                                              | Podestà                    |               |
| 1939       | 1940       |                            |                                              | Commissario prefettizio    |               |
| 1940       | 1941       | Francesco Pedicini         |                                              | Podestà                    |               |
| 1941       | 1942       | Gioacchino Pedicini        |                                              | Podestà                    |               |
| 1943       | 1944       |                            |                                              | Commissario prefettizio    |               |
| 1944       | 1946       | Giovanni Cotroneo          |                                              | Sindaco                    |               |
| 1946       | 1950       | Angelo Possemato           |                                              | Sindaco                    |               |
| 1950       | 1952       |                            |                                              | Commissario prefettizio    |               |
| 1952       | 1967       | Francesco Pedicini         |                                              | Sindaco                    |               |
| 1968       | 1975       | Mario Boscaino             |                                              | Sindaco                    |               |
| 1976       | 1985       | Giovanni Mastrocinque      |                                              | Sindaco                    |               |
| 15/06/1985 | 07/06/1990 | Pasquale Vetrone           | DC                                           | Sindaco                    |               |
| 08/06/1990 | 12/01/1993 | Liberatore Catillo         | PCI - PSI - PSDI - MSI-DN                    | Sindaco                    |               |
| 12/01/1993 | 16/02/1993 | Maria Assunta Colella      |                                              | Commissario prefettizio    |               |
| 16/02/1993 | 07/06/1993 | Maria Assunta Colella      |                                              | Commissario straordinario  |               |
| 07/06/1993 | 28/04/1997 | Giovanni Mastrocinque      | DC                                           | Sindaco                    | [ 49 ]        |
| 28/04/1997 | 14/05/2001 | Giovanni Mastrocinque      | CCD                                          | Sindaco                    | [ 50 ]        |
| 14/05/2001 | 30/05/2006 | Luigi Lepore               | Lista civica di centro                       | Sindaco                    | [ 51 ]        |
| 29/05/2006 | 16/05/2011 | Giovanni Mastrocinque      | Lista civica di centro Rinascita democratica | Sindaco                    | [ 52 ] [ 53 ] |
| 16/05/2011 | 06/06/2016 | Giovanni Mastrocinque      | Lista civica di centro Rinascita democratica | Sindaco                    |               |
| 06/06/2016 | 04/10/2021 | Giuseppe Tommaselli        | Lista civica di centro Rinascita democratica | Sindaco                    |               |
| 04/10/2021 | in carica  | Giovanni Mastrocinque      | Lista civica di centro Rinascita democratica | Sindaco                    |               |

## Sport
Hanno sede nel comune le società di calcio F.C. Foglianise, fondata nel 2001, che milita in Prima Categoria e A.S.D. Atletico Foglianise, fondata nel 2007, che milita nel campionato di Terza Categoria.

### Impianti sportivi
Nel comune hanno sede uno stadio di calcio e un campo polivalente.